# 卡柳西克
48°58′31″N 27°15′32″E / 48.97528°N 27.25889°E
卡柳西克（烏克蘭語：Калюсик）是位於烏克蘭西部的村莊，由赫梅利尼茨基州裡赫梅利尼茨基區的溫基夫齊市鎮負責管轄。該村始建於1611年，面積3.19平方公里，海拔高度232米，2001年人口631，人口密度每平方公里198人。